# Franklin-Ziesel
Der (oder das) Franklin-Ziesel (Poliocitellus franklinii, Syn.: Spermophilus franklinii) ist ein Nagetier aus der Familie der Hörnchen (Sciuridae). Er lebt in Nordamerika.

## Merkmale
Der Franklin-Ziesel hat ein bräunlich-graues Fell mit hellen und dunklen Flecken. An den Seiten ist es hell, am Bauch dünner und weißlich-gelb, am Schwanz schwarz mit hellen Flecken. Die Behaarung am Kopf ist in der Regel mehr grau als am restlichen Körper.
Die durchschnittliche Gesamtlänge des Franklin-Ziesels liegt bei 384,8 mm. Der Schwanz ist im Mittel 135,5 mm lang. Weibchen sind etwas kleiner (377,2 mm). Der Schädel ist an der breitesten Stelle bis zu ca. 56,2 mm lang, der Jochbogen vergrößert sich posterior. Das Gewicht des Franklin-Ziesels hängt von Geschlecht und Jahreszeit ab. Männchen sind 6 bis 25 Prozent schwerer als Weibchen. Im Frühjahr wiegen die Männchen ca. 326 bis 500 Gramm, im Herbst 590 bis 950 Gramm.
Mit seinem langgestreckten Körperbau ähnelt der Franklin-Ziesel dem Richardson-Ziesel, ist aber schmächtiger und hat einen kürzeren, weniger buschigen Schwanz. Vom Columbia-Ziesel ist er durch sein rostfarbenes Fell und den etwas robusteren Körper zu unterscheiden. Er ähnelt auch dem Grauhörnchen, ist aber kleiner, hat einen weniger buschigen Schwanz, einen kleineren Augenabstand, kürzere, rundere Ohren, längere Krallen und eine gelbliche Schattierung des Fells an der Kruppe.

## Verbreitung

Das Verbreitungsgebiet des Franklin-Ziesels im zentralen Nordamerika

Die ältesten vorliegenden Fossilien von Spermophilus franklinii stammen aus dem späten Irvingtonium, einer Periode der nordamerikanischen Säugetierfauna (ca. 1.800.000-240.000 Jahre BP). Anhand von Funden entlang des Elm Creek in Beaver County, Oklahoma, wird vermutet, dass der Franklin-Ziesel dort vor 11.410 Jahren, während des späten Pleistozäns, zur lokalen Fauna gehörte.
Der Franklin-Ziesel kommt gegenwärtig in den zentral gelegenen Bundesstaaten der Vereinigten Staaten wie Kansas, Missouri, Illinois (Norden und Mitte), Indiana (Nordwesten), Nebraska, Iowa, North Dakota, South Dakota, Minnesota und Wisconsin (Süden) vor, aber auch auf den südlichen kanadischen Ebenen (Plains) einschließlich der Prärieprovinzen Manitoba, Saskatchewan und Zentral-Alberta.
2008 wurde die Art in der Roten Liste gefährdeter Arten von „gefährdet“ (Vulnerable) auf „gering gefährdet“ (Near Threatened) heruntergestuft, da sie weit verbreitet ist und die Bestände in einigen Gebieten relativ gesichert sind, auch wenn sie andernorts durch Verlust von Lebensraum dezimiert wurden. Insbesondere die Populationen in den USA sind oft sehr klein und versprengt, während in Kanada die Bedingungen für den Franklin-Ziesel besser sind, da es zum Teil noch große zusammenhängende Lebensräume gibt.

## Lebensraum
Das bevorzugte Habitat des Franklin-Ziesels sind Wiesen mit hohen Gräsern, während er gemähte oder abgegraste Regionen meidet. Dicht stehende, grobe Gräser zieht er vor. Häufig lebt der Franklin-Ziesel an der Grenze zwischen Wald und Prärie. Oft ist er auch auf Wiesen zu finden, die an Straßen oder Bahngleise angrenzen, solange das Gras hoch genug ist.

## Lebensweise

### Verhalten

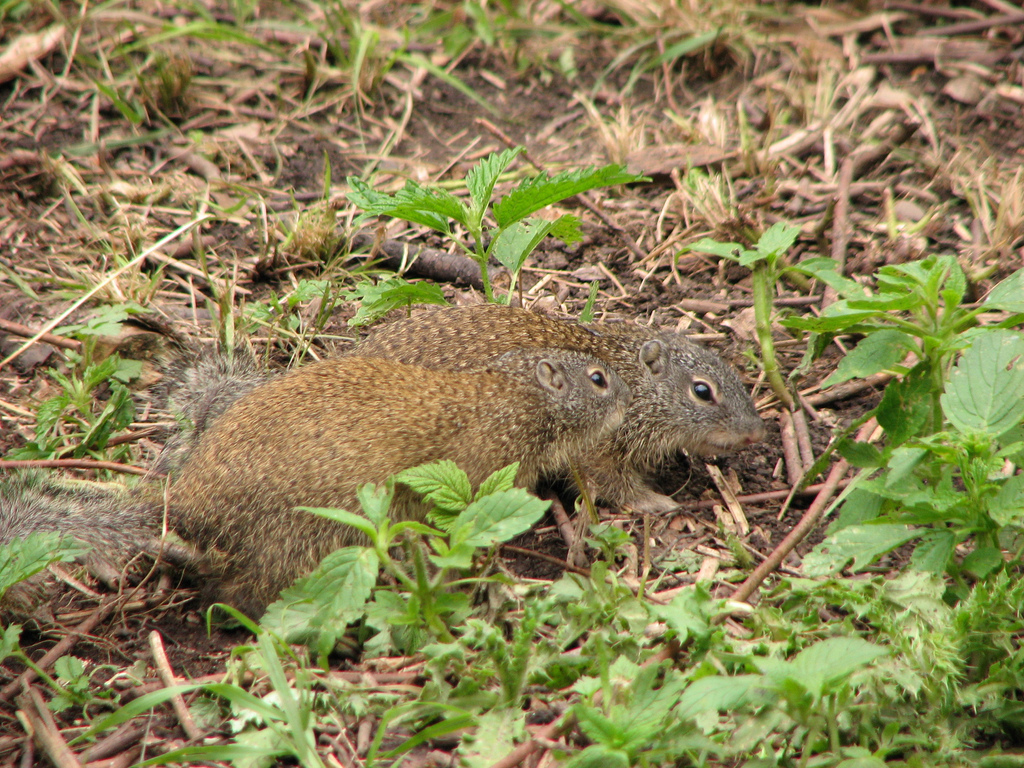
Zwei Franklin-Ziesel im Sir Winston Churchill Provincial Park in Alberta, Kanada

Der Franklin-Ziesel lebt in Bauen, die rund einen halben Meter unter der Erdoberfläche liegen. Mehrere mit getrockneten Pflanzenteilen ausgelegte Nistkammern sind durch ein komplexes Tunnelsystem miteinander verbunden. Manche der rund 8 cm hohen Tunnel führen in Sackgassen, die teilweise als Lager für Nahrung oder Kot dienen. Typischerweise gibt es zwei bis drei Ausgänge, um Feinden entkommen zu können. Häufig gräbt der Franklin-Ziesel seine Baue an steilen Abhängen, was die Entwässerung verbessert.
Von August bis April hält der Franklin-Ziesel Winterschlaf, wobei mehrere Individuen in einem Bau schlafen können. Männchen beginnen im Durchschnitt eher mit dem Winterschlaf als Weibchen, adulte Tiere eher als junge, da letztere mehr Zeit brauchen, um das nötige Körperfett anzusammeln. Mitte April bis Anfang Mai kommen zunächst die Männchen aus den Bauen und stellen eine Rangordnung untereinander her. Ein bis zwei Wochen später erscheinen die Weibchen. Während der Paarungszeit leben zum Teil Männchen und Weibchen gemeinsam in einem Bau, danach verlässt das Männchen den Bau und lebt als Einzelgänger. Manche Individuen ziehen in der Zeit des Jahres, in der sie oberirdisch aktiv sind, drei- oder viermal in einen anderen Bau um.
Der Franklin-Ziesel ist tagaktiv. Zwischen 7 und 9 Uhr kommt er an die Oberfläche, zwischen 19 und 21 Uhr begibt er sich wieder in seinen Bau. Nach Sonnenuntergang ist er nur sehr selten außerhalb des Baus zu sehen. Gelegentlich klettert er auf niedrige Büsche, manchmal auch Bäume. Am Tag bewegt er sich ca. 153 bis 213 Meter fort, wobei die Bewegungsfreude vor dem Winterschlaf und bei Trächtigkeit sinkt.
Der Franklin-Ziesel lebt allein oder paarweise. Er ist im Vergleich zu anderen Erdhörnchen weniger sozial. Die Individuen vermeiden tendenziell den Kontakt zueinander, in Gefangenschaft reagieren sie mit Knurren und Drohgebärden auf Artgenossen. Die Männchen beschnuppern zwar Weibchen am Rücken oder Anus und berühren deren Nase mit der eigenen, aber insgesamt sind solche olfaktorischen Untersuchungen mehr als fünfmal seltener als bei Ziesel-Arten der Gattung Spermophilus.

### Fortpflanzung
Im Frühjahr, wenn die Weibchen nach dem Winterschlaf aus den Erdhöhlen kommen, beginnt die Paarungszeit. Sie endet Anfang Juni. Fortpflanzungsfähige Männchen haben in dieser Zeit vergrößerte Hoden und Spermien in den Nebenhoden. Dies trifft nicht auf junge Tiere (Jährlinge) zu, auch Weibchen pflanzen sich in dem Alter noch nicht fort. 28 Tage nach der Befruchtung kommen durchschnittlich sieben Junge zur Welt. Sie sind zunächst nackt und blind. Nach neun Tagen zeigen sich erste Haare, nach 16 Tagen ist das Fell vollständig ausgebildet. Nach sieben Tagen zeigen sich die unteren Schneidezähne. Nach 18 bis 20 Tagen öffnen sich die Augen. Die Jungen werden 28 bis 30 Tage gesäugt.
Weibchen werden 4 bis 5 Jahre alt, Männchen dagegen nur 1 bis 2 Jahre.

### Ernährung
Der Franklin-Ziesel ist ein Allesfresser. Der Anteil von pflanzlicher und tierischer Nahrung variiert mit den Jahreszeiten. Im Frühjahr ernährt er sich hauptsächlich von Pflanzen, während er tierische Nahrung vorwiegend im Sommer zu sich nimmt. Samen und Früchte kommen im Spätsommer hinzu. Der Franklin-Ziesel trinkt selten Wasser, sondern deckt seinen Flüssigkeitsbedarf durch Sukkulenten.
Zum pflanzlichen Speiseplan des Franklin-Ziesels gehören neben Wurzeln von Sukkulenten unter anderem die Blätter, Knospen und Blüten von Löwenzahn, Gänsedisteln, Große Brennnesseln, Weiß-Klee, Samen und Schoten von Platterbsen und die Beeren von Virginischer Traubenkirsche und Rotem Holunder. Auch Gartenpflanzen wie Karotten, Tomaten, Bohnen und Kartoffeln frisst der Franklin-Ziesel. Bei entsprechendem Angebot machen Tiere ein Viertel seiner Nahrung aus. Dazu gehören Insekten (z. B. Ameisen, Grillen und Grashüpfer), Frösche, Fische, Vogeleier sowie junge Vögel, Mäuse und Hasen.

## Fressfeinde und Parasiten
Der bedeutendste Fressfeind ist der Silberdachs, aber der Franklin-Ziesel dient auch Kojote, Langschwanzwiesel, Amerikanischem Nerz, Rotfuchs, Hermelin, Streifenskunk sowie Habichten und Schlangen als Nahrung.
Der Franklin-Ziesel wird von Außenparasiten wie Läusen (hauptsächlich Enderleinellus suturalis), Flöhen (Opisocrostis bruneri), Milben (Androlaelaps fahrenholzi) und Zecken (Ixodes sculptus) befallen. Bei einer Untersuchung in Manitoba litten fast drei Viertel aller adulten Tiere und alle Jungtiere unter Opisocrostis bruneri. Besonders stark ist der Befall Anfang Mai und Ende August, wenn der Franklin-Ziesel seinen dichten Winterpelz noch nicht vollständig abgelegt hat bzw. dieser sich erneut bildet.
Der Franklin-Ziesel erkrankt mitunter an Pulmonaler Adiaspiromykose, einer Lungenerkrankung, die durch eingeatmete Sporen des Pilzes Emmonsia crescens ausgelöst wird. Er ist außerdem unter anderem ein Wirt verschiedener Innenparasiten wie Kokzidien (z. B. Eimeria bilamellata, Eimeria callospermophili und Eimeria spermophili), Bandwürmern (hauptsächlich Hymenolepis citelli), Saugwürmern (Alaria mustelae) und Fadenwürmern (Physaloptera spinicauda).

## Taxonomie
Der Franklin-Ziesel ist die einzige Art der Gattung Poliocitellus. Die Erstbeschreibung erfolgte 1822 als Arctomys franklinii, fünf Jahre später wurde sie erstmals als Spermophilus franklini bezeichnet (Lesson). Die Art wurde nach dem britischen Marineoffizier und Polarforscher John Franklin benannt, der während seiner Suche nach der Nordwestpassage auch zahlreiche wissenschaftliche Informationen sammelte. Sie wurde lange als Teil der Ziesel und darin als Untergattung Poliocitellus eingeordnet, nach einer umfassenden molekularbiologischen Untersuchung wurde diese jedoch als eigenständige Gattung gemeinsam mit mehreren weiteren Gattungen betrachtet.
Bei der genetischen Untersuchung einer Population in Minnesota erwies sich, dass der Franklin-Ziesel einen diploiden Chromosomensatz mit 42 Chromosomen hat. Der Karyotyp weist 10 metazentrische (d. h. der Centromer liegt mittig), 16 submetazentrische (Centromer zwischen Mitte und Ende) und 14 akrozentrische (Centromer nahe am Ende) Autosome auf. Das X-Chromosom ist mittelgroß und submetazentrisch, das Y-Chromosom sehr klein und ebenfalls submetazentrisch. Anhand einer DNA-Sequenzierung des Cytochrom-b konnte nachgewiesen werden, dass der Franklin-Ziesel dem Dreizehnstreifen-Hörnchen und dem Fleckenziesel genetisch nahesteht.